# 真幸くあらば
『真幸くあらば』（まさきくあらば）は、小嵐九八郎による小説。1998年10月23日に講談社より刊行された。死刑囚と婚約者を殺された女性の認められることも触れ合うことも許されない2人が、期限付きの中で思いを紡ぐ、究極の純愛を描く。

またはそれを原作とする2010年1月9日公開の日本映画。

## タイトル
タイトルは万葉集に収められている有間皇子の歌「磐代の浜松が枝を引き結び真幸くあらばまた還り見む」から引かれたもので、「真幸くあらば」は「無事であったなら」の意。天皇に対する謀反の疑いで逮捕された有間皇子が、幸運を祈って松の枝を結び、無事に戻って来られたらまたこれを見られるだろう、と歌ったもの。

## あらすじ
南木野淳はカップルを殺害した罪で投獄され、死刑宣告を受ける。控訴せず、潔く死刑の執行を待つだけだった淳に、殺害された男性の婚約者だという女性が面会を求めてきた。婚約者は浮気中に殺されたのだった。その女性、榊原茜（映画では川原薫）は、婚約者の不実を知って淳を憎みきれずにいた。
面会を重ねるうちに惹かれはじめていった二人は、聖書に小さく文字を書き込むことで「秘密の通信」を開始する……。

## 登場人物・映画キャスト
南木野 淳
演 - 久保田将至
物語の主人公。少年院に入っていた過去を持つ。
死刑を宣告されてからは、ひたすら絵を描くことに没頭する。
榊原茜（映画では川原薫）
演 - 尾野真千子
淳が殺害した男性と婚約していたクリスチャンの女性。
淳が死刑宣告された後、淳と面会するため淳の養母となる。
何度も淳と面会しているうちに、聖書を通した「秘密の通信」を提案するようになる。
- テリー伊藤
- ミッキー・カーチス
- 山中聡
- 高久ちぐさ
- 大久保鷹
- 倉崎青児
- 谷川昭一朗
- YOU THE ROCK★
- 大河内浩
- 鶴田忍
- 佐野史郎

## 書誌情報
- 真幸くあらば（1998年10月23日、講談社、ISBN 978-4-06-209467-2）
- 真幸くあらば（2009年11月13日、講談社文庫、ISBN 978-4-06-276509-1）

## 映画
2009年度第22回東京国際映画祭「日本映画・ある視点」部門への出品を経て、2010年1月9日に公開された。Ｒ－１５指定。
内容が重過ぎることから製作費が集まらず、企画から10年の年月を費やして完成された。詩人・御徒町凧の映画監督デビュー作で、御徒町が多くの楽曲の詞を提供する森山直太朗が初めて映画の音楽監督を務める。

### スタッフ
- 原作:小嵐九八郎『真幸くあらば』（講談社刊）
- 製作者:奥山和由
- 監督:御徒町凧
- 音楽監督:森山直太朗
- 脚本:髙山由紀子
- 音楽:紺野紗衣
- 劇中絵画：松本恵次
- プロデューサー:清水和夫、中林千賀子（ブースタープロジェクト）
- special thanks：渡辺万由美（トップコート）
- 制作プロダクション:東北新社クリエイツ
- 配給:ティ・ジョイ
- 宣伝協力:ホットソース
- 製作：「真幸くあらば」製作委員会（東北新社、オムニバス・ジャパン、東映ビデオ、Mikhail & Continental、バンダイビジュアル、エイベックス・エンタテインメント、角川基金）

### 映画版のエピソード
- 主演の尾野真千子が全裸オナニーシーンに挑戦[4]した事で話題になったが、その際彼女は演技に集中するため、通常ならば陰部に貼り付けて使用する前張りを一切つけずシーンの撮影に臨んだ[5]。1回目の撮影で監督からOKが出たが、その場に居合わせたプロデューサーの奥山和由は「もう1回やってくれないか？」と要望。これに尾野は猛反発したが、監督の説得に折れ2回目の撮影を行った[6]。

### スピンオフ漫画
映画の公開を受けて江川達也が映画の序章となるスピンオフ漫画「真幸くあらば-終わりと始まりの夏-」を執筆した。
スピンオフ漫画は全97ページに及ぶ長編だが、江川達也作品には珍しく官能シーンは殆ど描かれない。